# Hôtel National au Caire
Hôtel National était un hôtel égyptien situé dans le Centre-ville du Caire. Ouvert en 1905, il est alors le deuxième plus grand palace du Caire après l'hôtel Shepheard. Laissé à l'état de quasi-abandon dans la seconde moitié du XXe siècle, il est en partie détruit et transformé en commerces dans les années 1980.

## Historique

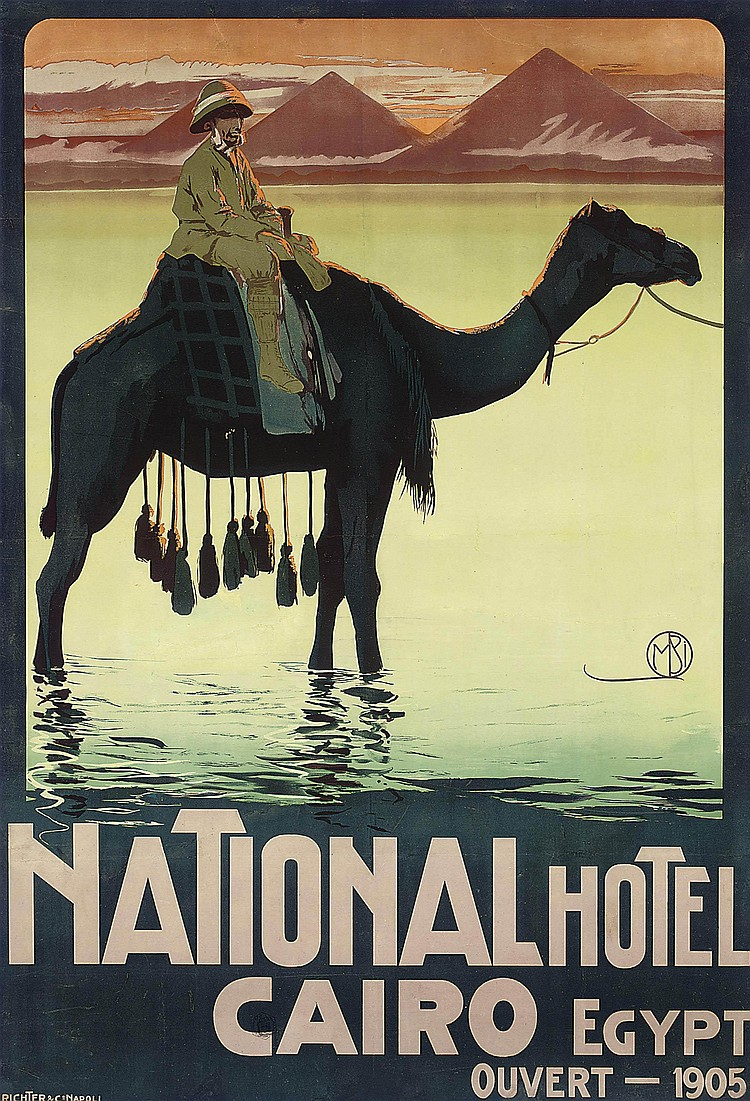
Affiche publicitaire pour l'ouverture

Localisé à l'angle de la rue Soliman Pacha et de l'actuelle rue Abdel Khaliq Sarwat, l'hôtel a ouvert ses portes le 1er novembre 1905. Le propriétaire de l'hôtel était alors l'alsacien P.E. Hergel, puis Georges Calomiris dans les années 1930.
George Washington Lambert y séjourna en 1918.
Occupé principalement par les fonctionnaires coloniaux et les militaires, il est comme les nombreux autres palaces du Caire (le Savoy, le Continental-Savoy, le Shepheard,... ) progressivement abandonné après le coup d'État de 1952 et la fin du protectorat britannique.

## Dans les arts
Philip Kerr utilise l'hôtel dans son roman La Mort, entre autres. John Abdulfattah Jandali (père biologique de Steve Jobs) y tenu une conférence en 1974.